# 実況パワフルプロ野球'98開幕版
『実況パワフルプロ野球98開幕版』（じっきょうパワフルプロやきゅう98かいまくばん）とは1998年7月23日にコナミから発売されたプレイステーション用野球ゲーム。
1998年12月23日には、パワプロシリーズ最初の“決定版”として『実況パワフルプロ野球'98決定版』が発売された。

## モード説明
※一部は実況パワフルプロ野球も参照。
対戦
チームを選んで野球の対戦をする。コンピューターと1人、もしくはコントローラーを2つ繋いで2人で遊んだり、コンピュータ同士の対戦を観戦することができる。
キャンプ
基本操作の練習をする。
ペナント
セ・リーグあるいはパ・リーグのどちらかでペナントレースをするモード。優勝すれば日本シリーズができる。
リーグ
ペナントとほぼ同じだがピッチャーの回復までの休みがないこと、選手のタイトルなどの表彰がないことなど一部が異なっている。
シナリオ
1997年シーズン（決定版は1998年）で実際に起こった名場面が再現されている。試合終盤から始まり、勝利を収めることでクリアとなる（詳細は後述）。
アレンジ
選手を入れ換えてオリジナルのチームを作るモード。サクセスで作った選手もここで登録する。本作からOB選手が登場するようになった。
H.R.競争
コンシューマ版では初めて導入。ホームランを打ち記録を競うゲーム。難易度1〜5の5つのステージがあり、ステージごとに全10打席ホームランを打つ事で、隠しOB選手を獲得できる。
サクセス
高校に入学して、プロ野球選手を目指す設定。詳細は後述。

## サクセスモード
高校野球編。今ではシリーズでおなじみの存在となっている矢部や猪狩守がほとんど登場せず（3年夏に全国大会決勝に進出した場合のみ登場する）、スカウトの影山は登場しない（代わりのスカウトとして佐竹が登場する。また、パワフル高校に影山という選手が登場するが同一人物かどうかは不明）など異色の作品となっている。主人公が入学する高校の名前は、サクセス開始時の設定で全角4文字以内で自由に決めることができる。高校の強さも選ぶことができるが、『パワプロ5』のように登場人物の変化はなく、監督評価（試合の出やすさに影響する）とチームメイトの強さに影響する程度である。また、主人公の中学時代の部活を選択できる（初期能力に影響する）など、独特の要素も多い。
なお、本作のサクセスの初期能力は『パワプロ7』以降と比べると非常に高い。例えば中学時代の部活動を柔道部に選択すると最初からパワーがBであったり、バレー部を選択すると最初から守力がCであったりと、現在なら低確率でしか出ない天才型以上の初期能力の選手が出てくる可能性が高い。
その他、主人公以外の選手が、左投げまで全員右打ちになっているが、意図は不明。

### 人物紹介
※一部の選手や登場人物は除く。

#### 主人公の高校所属

##### 野球部関係者
- 主人公

高校に入学し野球部に入部する。中学時代の部活動で野球部以外を選択した場合は野球の試合を見に行って野球に興味をひかれたという設定になる。
- 荒井 忠太（あらい ちゅうた）

高校で主人公と知り合う、ドラフトではほとんど主人公と同じチームに入る。主人公と同い年。「〜だじょ」が口癖。左投右打の俊足外野手。主人公がキャプテンをやらなかった時は、荒井がキャプテンになる。
- 鬼頭（きとう）

荒井と同じ中学。一時は野球をやめていたが、主人公に誘われ野球部に入部する。口調は関西弁。主人公と同い年。神主打法の広角打者。ポジションは捕手・一塁手。パワプロ2000でどすこい酒造を選択した場合、対戦相手の一つである仁徳建設に同名のキャラが登場するが、関連性は不明。
- 花崎（はなさき）

1年目11月4週にパワフル高校から転校してくる。いつもバラを口にくわえており、「だっちゃ」言葉を使う。主人公と同い年。ポジションは投手。
- 望月 剛（もちづき つよし）

主人公が1年目4月〜8月の時のキャプテン。2年先輩。ポジションは捕手・一塁手。
- 猫田（ねこた）

主人公が1年目9月〜2年目8月までの時のキャプテン。後にプロ入りを果たす。1年先輩。走力は並だが、それ以外は完璧な万能選手。見た目どおり非常に怖いけれども、結構いい加減な一面もあり。
- 五十嵐（いがらし）

2年目5月2週に大学を目指すため野球部を退部する。1年先輩。ポジションは外野手・一塁手。守備に難あり。
- 竹之内（たけのうち）

2年目に入学する。若干マザコンだが中学時代は荒井のライバル校のレギュラー。1年後輩。好守で、バントや流し打ちが得意な技巧派選手。ポジションは二塁手・外野手。
- 望月 勝（もちづき まさる）

望月剛の弟。3年目に入学。各能力がズバ抜けて高いアベレージヒッターで、兄と比較されることを極端に嫌う。2年後輩。ポジションは遊撃手・二塁手。
- 速水（はやみ）

サッカー部のエースで、サッカー部員の中でもトップの脚力を持つ。権田とは犬猿の仲。主人公が誘うと入部する（権田との選択）。主人公と同い年。ポジションは外野手。
- 権田（ごんだ）

柔道部のエースで、2人がかりで持ち上がらない荷物も1人で持ち上げる怪力を持つ。速水とは犬猿の仲。主人公が誘うと入部する（速水との選択）。主人公と同い年。ポジションは一塁手・三塁手。
- 涼川 葵（すずかわ あおい）

野球部のマネージャー。主人公と同い年。主人公の彼女になることもある。
- 柳川（やながわ）

野球部の監督。練習時間外にも特訓させることがある鬼監督だが、選手から取り上げたゲーム機で遊ぶという一面をもつ。監督評価が低いと一方的に退部を命じる。

##### クラスメイト
- 岡村たかし

主人公の幼なじみ。軽い性格で、カラオケとゲームセンターで遊ぶのが好き。モデルは岡村隆史（N64版のチームメイトで矢部がいたため）。
- 戸塚

主人公のクラスの秀才。主人公の成績が悪いとバカにする。主人公の彼女に片想いをして、主人公に嫌がらせをすることもある。

#### 他校所属選手
- 滝本

フルネームは滝本太郎。ライバル校青龍高校の選手。1年生にしてレギュラーを勝ち取った超高校級スラッガー。主人公とは同い年。ポジションは一塁手。
- 久方

フルネームは久方怜。ライバル校橘商業の選手。ブラックリストを作り、各高校の有名選手を叩きのめすことを趣味としている。主人公とは同い年。ポジションは投手。
- 影浦

ライバル校霊盟社の選手。偵察や妨害工作をするために、ライバルとなりそうな高校に出向いている。主人公とは同い年。ポジションは投手。
- 猪狩

フルネームは猪狩守。あかつき大付属高校のエース。甲子園決勝戦開始前にパワフル高校が勝つと主人公に告げる。なお、弟の進は本作には出演していない。
- 矢部

フルネームは矢部明雄。甲子園決勝で対戦する、パワフル高校の選手。眼鏡をかけており、語尾に「〜やんす」をつける。
- 戸井

フルネームは戸井鉄男。甲子園決勝で対戦する、パワフル高校の選手。守備位置は一塁手。モデルはいわゆるパワプロ君（主人公）。その能力はオールAかつパワーはMAXの255で、これは歴代パワプロキャラ（野手）で最強。

#### その他
- 佐竹

主人公が入団を希望するチームのスカウト。
- ダイジョーブ博士

マッドサイエンティスト。能力の強化手術などを施す。

## シナリオモード
1998年シーズン中の一場面を再現しており、勝利を収めるのが目的のモード。

### 開幕版のシナリオ
ヤクルトスワローズ（対戦相手：阪神）「復活の兆し」

横浜ベイスターズ（対戦相手：巨人）「名誉挽回」
一死一・三塁で進藤達哉に打席が回る。ここで本塁打を放ち、逆転せよ！
広島東洋カープ（対戦相手：横浜）「幹英神話崩壊!?」
無死満塁の大ピンチで打者は満塁男・駒田徳広を迎える。本塁打を打たれると逆転される状況を凌げ！

### 決定版のシナリオ
横浜ベイスターズ 日本シリーズ第6戦（対戦相手：西武）「星をつかめ!!」
あと1勝で38年ぶり2度目の日本一となる横浜。8回裏に先制点を奪って最終回を抑え、日本一の座をつかめ！
中日ドラゴンズ（対戦相手：横浜）「期限は日没!　止めろマシンガン」
釧路で行われた一戦は6点リードから一気に1点差まで迫られた。日没コールドを避けたいため、これ以上点を取られるのは許されない！
オリックス・ブルーウェーブ（対戦相手：ロッテ）「オリックスの洗礼」
16連敗中のロッテは2点リードで最終回を迎える。イチローから迎える好打順でハービー・プリアム共に黒木知宏を打ち崩し、ロッテの超大型連敗脱出を阻止せよ。

## 特記事項

### 選手データ関連
- OB選手データに背番号誤入力がある。

例
- 福本豊背番号：誤8→正7
- 東尾修背番号：誤18→正21
- ※牛島和彦背番号：誤17→正27）※牛島はロッテに登録されているが、背番号が中日時代の17番になっている。

- 他にも実在選手を含めたデータの設定ミスが存在する。
  - 横浜ベイスターズの岸川勝也が本来とは異なる左打ちになっている。
  - 西武ライオンズの石井貴と潮崎哲也の投球フォームが入れ替わっている。
  - 元日本ハムファイターズの木田勇が本来、左投げのはずが、右投げで登録されている。
- 能力では、岡田彰布の能力が極端に低くなっているが、意図は不明。

### その他
- ペナントでは、98年に中日ドラゴンズが使用していたサンデーユニフォームが登場する。
- 同年に発売された『実況パワフルプロ野球5』やその他のシリーズとのパスワードの互換性は一切ない。
- 『'98開幕版』には1998年9月3日発売の『メタルギアソリッド』の体験版CD-ROMが付属していた。
- PS版のパワプロでは初めてアナログスティックによる操作に対応した。
- この作品より、ミートカーソルが四角からバットの形に変わった。
- 前年の『'97開幕版』と同様試合時のグラフィックはスーパーファミコン版パワプロを踏襲した2Dのドット絵で構成されており、球場の3Dポリゴン化がなされるのは次作『実況パワフルプロ野球'99開幕版』以降であった。